# Cantonul Marseille-La Belle-de-Mai
Cantonul Marseille-La Belle-de-Mai este un canton din arondismentul Marseille, departamentul Bouches-du-Rhône, regiunea Provence-Alpes-Côte d'Azur, Franța.